# LMS-901
O LMS-901 "Baikal" é um avião leve, multifuncional, monomotor, turboélice russo.
O "Baikal" destina-se a substituir o obsoleto Antonov An-2. O projeto foi desenvolvido pela "Indústria de Aviação Civil de Ural" (UZGA) (o contrato de desenvolvimento foi assinado por uma subsidiária da "UZGA Baikal-Engenharia") e o Instituto de Aviação de Moscou, sob instruções e com o apoio do Ministério da Indústria e Comércio, como parte do programa estatal para o desenvolvimento de pequenas aeronaves. O lançamento da produção em série do LMS-901 está planejado para começar em 2024, em Komsomolsk de Amur..

## Projeto e desenvolvimento
O monoplano de asa alta, feito de alumínio, deve ser equipado com o turbohélice General Electric H80-200 e acomodar 9 passageiros. Menor e quase duas vezes mais leve que o An-2, deve custar menos de 120 milhões de rublos (US$ 1,6 milhão). Deve atingir 300 km/h a partir de uma velocidade de pouso de 95 km/h e cobrir 3.000 km. Motores elétricos opcionais podem oferecer redundância. Ele deve voar um alcance de 800 nmi (1.500 km) com uma carga útil de 2 t (4.400 lb) de pistas curtas não pavimentadas.
A Baikal Engenharia, subsidiária da "Indústria de Aviação Civil de Ural", projetou o LMS-901 para substituir o Antonov An-2 depois que o SibNIA TVS-2DTS foi adiado indefinidamente. O teste do túnel de vento foi concluído no final de novembro de 2020, pois as companhias aéreas regionais russas estavam interessadas em 200 aeronaves. Em abril de 2021, uma estrutura de protótipo do LMS-901 foi concluída.

## Histórico
Inicialmente, o projeto da aeronave leve multifuncional "Baikal" para substituir o An-2 foi realizado pelo Instituto de Pesquisa de Aviação da Sibéria em homenagem a Chaplygin (SibNIA). A aeronave TVS-2MS (An-2 remotorizada) e TVS-2DTS (avião biplano totalmente composto) foram desenvolvidos. No entanto, a aeronave criada pela SibNIA não atendeu a vários requisitos do cliente. Primeiro de tudo, o avião acabou sendo superdimensionado. De acordo com os atuais padrões de aeronavegabilidade russos, o número de passageiros a bordo de uma aeronave monomotor não deve exceder 9 pessoas, o que não permitirá realizar plenamente o volume interno e a capacidade de carga do TVS-2DTS (projetado para 12-14 passageiros ). Além disso, o TVS-2DTS tem um peso de decolagem superior a 5700 kg, o que exclui o voo de tripulantes com licença de piloto privado (PPL) e comercial (CPL) e exige treinamento como piloto de linha para ser comissionado em um tipo específico. Além disso, em 2019 na Rússia não foi possível localizar os componentes críticos do TVS-2DTS: um motor turboélice com capacidade de 1100-1300 hp. E partes de fibra de carbono do tipo desejado. Como resultado, o Ministério da Indústria e Comércio abandonou o desenvolvimento do projeto TVS-2DTS e anunciou um novo concurso para a criação de uma aeronave leve multiuso.

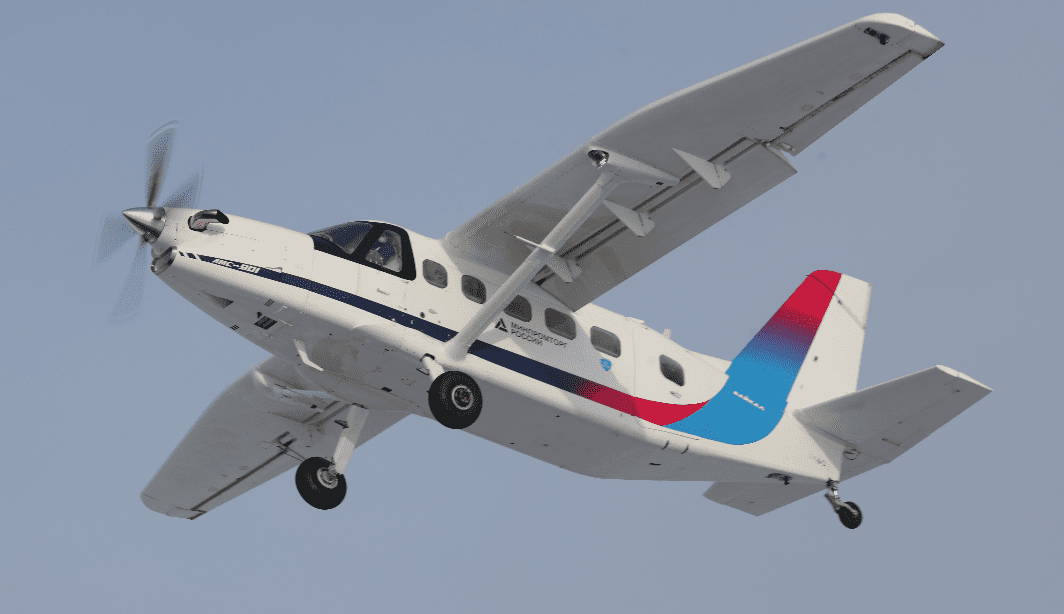
Aeronave multiuso leve LMS-901 Baikal. O primeiro voo. 30 de janeiro de 2022

Em setembro de 2019, soube-se que o Ministério da Indústria e Comércio identificou a Usina de Aviação Civil dos Urais (UZGA) como desenvolvedora de uma aeronave leve multiuso para substituir o An-2 na versão monoplano. No mesmo mês, o Instituto Central de Motores de Aviação (CIAM) emitiu uma aprovação para um projeto preliminar para o uso do motor VK-800 como uma usina de aeronaves com a recomendação de desenvolver um motor bimotor e um motor monomotor. versão da aeronave.
A UZGA afirmou que o monoplano teria um peso de decolagem de 4.800 kg. As características de decolagem e pouso da nova máquina devem corresponder ou exceder as do An-2: a aeronave deve ter uma velocidade de cruzeiro de 300 km/h, um alcance de pelo menos 1.500 km com uma carga de 2 toneladas. Presume-se que a nova aeronave será muito menos dependente de componentes críticos importados, em particular, os motores e os materiais compósitos da fuselagem serão russos.
O desenvolvimento do projeto da nova aeronave foi realizado, por ordem da UZGA, no Instituto de Aviação de Moscou (MAI). Um conjunto de documentação de projeto para um protótipo está planejado para ser criado antes de setembro de 2020, em dezembro foi planejado criar um protótipo para testes estáticos.
Em outubro de 2019, foi anunciado um contrato entre o Ministério da Indústria e Comércio e a Baikal Engenharia (subsidiária da UZGA) no valor de 1,25 bilhão de rublos.
Além disso, no âmbito da cooperação cazaque-russa, no projeto para a criação da aeronave LMS "Baikal", foi assinado um contrato para a aquisição pela empresa de produção de aviação cazaque "Kazakhstan Aviation Industry" de uma participação na Baikal-Engineering LLC. O programa do projeto prevê a organização a partir de 2024 da produção de aeronaves do tipo "Baikal" com base na indústria de aviação do Cazaquistão.
A estreia da aeronave ocorreu no Salão Internacional de Aviação e Espaço MAKS-2021.
Os testes de voo do LMS-901 "Baikal" deveriam começar em outubro de 2021, mas posteriormente o primeiro voo da aeronave foi adiado para o início de 2022.
Espera-se que a produção em série do Baikal seja lançada em 2024 no nível de 30 aeronaves por ano.
Também foi relatado que a aeronave leve multifuncional Baikal receberá um motor híbrido em 2024, incluindo um motor de marcha e elétrico.

## Especificações (LMS-901)
Descrições gerais
- Tripulação: 2
- Capacidade: 9 passageiros
- Envergadura: 16,5 m (54 ft)
- Área alar: 28,7 m² (309 ft²)
- Peso vazio: 2 040 kg (4 500 lb)
- Peso bruto (carregado): 4 800 kg (10 600 lb)

Motorização
- Tipo do motor: turbohélice General Electric H80-200

Performance
- Alcance: 3 000 km (1 860 mi)
- Pista máx. decolagem (MTOW): 220 m (722 ft)